# Science Fiction Poetry Association
A Science Fiction Poetry Association (SFPA, Associação de Poesia de Ficção Científica, em tradução livre) foi fundada em 1978 por Suzette Haden Elgin e trata da chamada poesia de ficção científica, que consiste na união da poesia propriamente dita com elementos especulativos, amplamente tratados não só pelo gênero de ficção científica, mas também fantasia, terror e áreas correlatas.
A SFPA organiza anualmente os Rhysling Awards e publica o Star*Line, um jornal de poesia de ficção científica. É atualmente presidida por Deborah P. Kolodji e já teve duas obras publicadas. 

## Publicações

### Livros
- Elgin, Suzette Haden (2005).  Mike Allen and Bud Webster, eds., ed. The Science Fiction Poetry Handbook. Cedar Rapids, Iowa: Sam's Dot Publishing. 125 páginas. ISBN 1-930847-81-5
- Roger Dutcer and Mike Allen, eds., ed. (2005). The Alchemy of Stars: Rhysling Award Winners Showcase. [S.l.]: Science Fiction Poetry Association in cooperation with Prime Books. 170 páginas. ISBN 0-8095-1162-2

### Star*Line
O jornal oficial da Science Fiction Poetry Association contem de 20 a 24 páginas e é publicado bimestralmente. Cada edição possui um tema.

### Rhysling Anthology
A publicação reúne os trabalhos indicados ao prêmio de melhor poema do ano nos Rhysling Awards. Ela é publicada anualmente. Todos os membros da SFPA recebem uma cópia e a obra está também à venda para o público.

## Rhysling Awards
Prêmio anualmente concedido, desde 1978, às melhores obras no campo de poesia especulativa nas categorias poema longo e poema curto. Foi nomeado em homenagem ao bardo cedo prostagonista de "The Green Hills of Earth", de Robert A. Heinlein.

### 1978
Publicado no Star*Line: Special Nominations Issue, de julho de 1978. Capa de Suzette Haden Elgin.
- Poema curto: houve empate entre "The Starman" de Duane Ackerson, "Asleep in the Arms of Mother Night" de Andrew Joron e "Corruption of Metals" de. Sonya Dorman.
- Poema longo: "The Computer Iterates the Greater Trumps" de Gene Wolfe.

### 1979
Publicado no Star*Line de julho de 1979. Capa de Suzette Haden Elgin.
- Poema curto: houve empate entre "Fatalities" de Duane Ackerson e "Story Books and Treasure Maps" de Steve Eng.
- Poema longo: "For the Lady of a Physicist" de Michael Bishop.

### 1980
Publico no Star*Line, vol. 3, edição 5, setembro/outubro de 1980. Capa de Karen G. Jollie.
- Poema curto: houve empate entre "Encased in the Amber of Eternity" de Robert Frazier e "The Migration of Darkness" de Peter Payack.
- Poema longo: "The Sonic Flowerfall of Primes" de Andrew Joron.

### 1981
- Poema longo: "On Science Fiction" de Thomas M. Disch.

### 1982
- Poema longo: "On the Speed of Sight" de Raymond DiZazzo.
- Poema longo: "The Well of Baln" de Ursula K. Le Guin.

### 1983
Arte de capa de Alfred Klosterman. Ilustrações internas de Robert Frazier, Karen G. Jollie e M.M. Roessner-Herman.
- Poema curto: "In Computers" de Alan P. Lightman.
- Poema longo: "Your Time and You: A Neoprole's Dating Guide" de Adam Cornford.

### 1984
Arte de capa de Karen G. Jollie.
- Poema curto: "Two Sonnets" de Helen Ehrlich.
- Poema longo: "Saul's Death: Two Sestinas" de Joe Haldeman.

### 2002
Design de Mike Williams. Arte de capa de Allen Koszowski.
- Poema curto: "We Die as Angels" de William John Watkins.
- Poema longo: "How to Make a Human" de Lawrence Schimel.

### 2003
Layout de Mike Allen. Arte de capa de Tim Mullins.
- Poema curto: "Potherb Gardening" de Ruth Berman.
- Poema longo: houve empate entre "Matlacihuatl’s Gift" de Sonya Taaffe e "Epochs in Exile: A Fantasy Trilogy" de Charles Saplak e Mike Allen.

### 2004
Editado por Drew Morse. Arte e design de capa de Tim Mullins.
- Poema curto: "Just Distance" de Roger Dutcher.
- Poema longo: "Octavia Is Lost in the Hall of Masks" de Theodora Goss.

### 2005
Editado por Drew Morse. Arte e design de capa de Tim Mullins.
- Poema curto: "No Ruined Lunar City" de Greg Beatty.
- Poema longo: "Soul Searching" de Tim Pratt.

### 2006
Editado por Drew Morse. Design de capa de Garry Nurrish baseado em obra de Maxfield Parrish.
- Poema curto: "The Strip Search" de Mike Allen.
- Poema longo: "The Tin Men" de Kendall Evans e David C. Kopaska-Merkel.